# Vissza a jövőbe III.

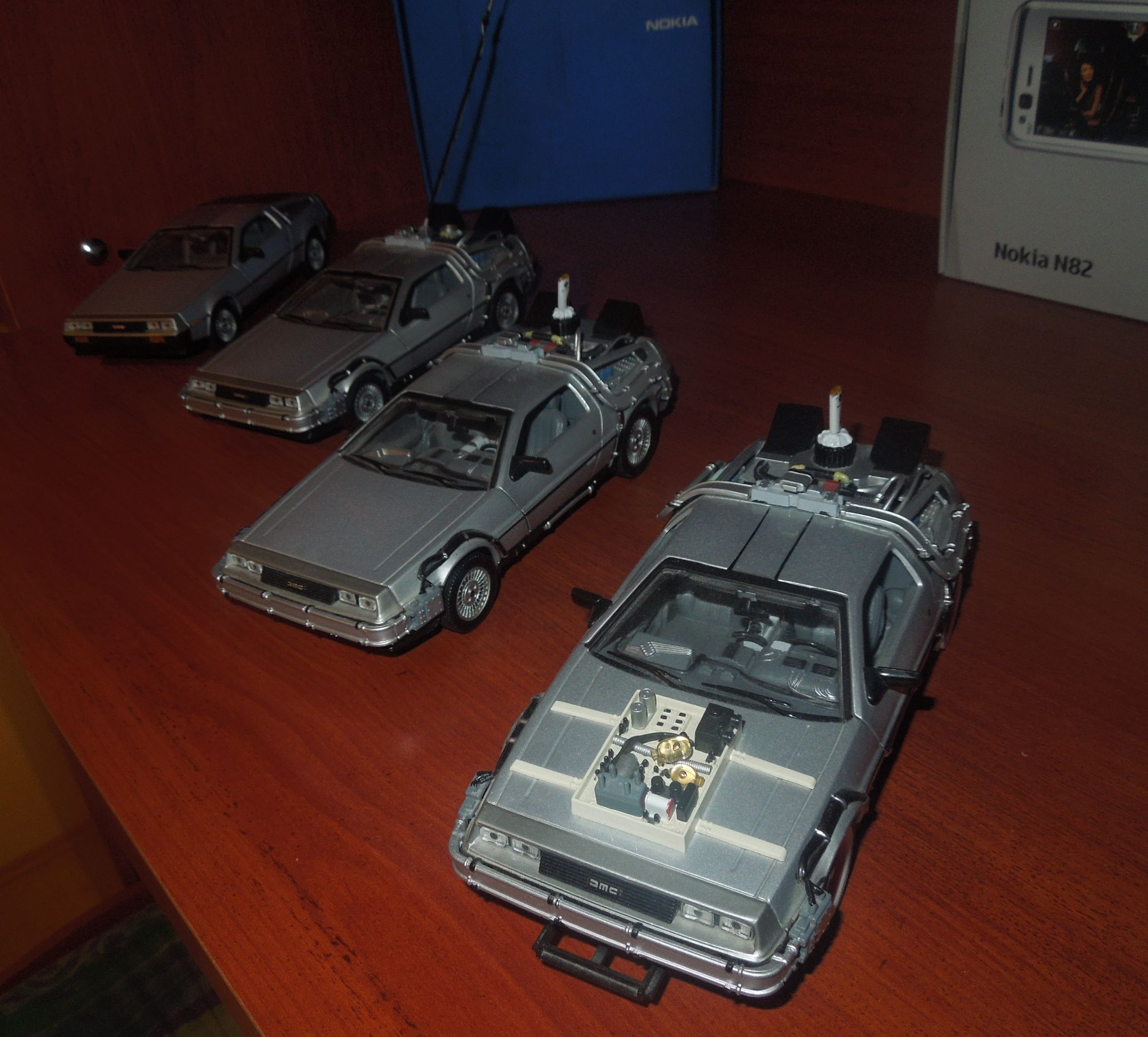
DeLorean DMC–12 modellautók, az első az eredeti, a negyedik a filmben is használt autó mása

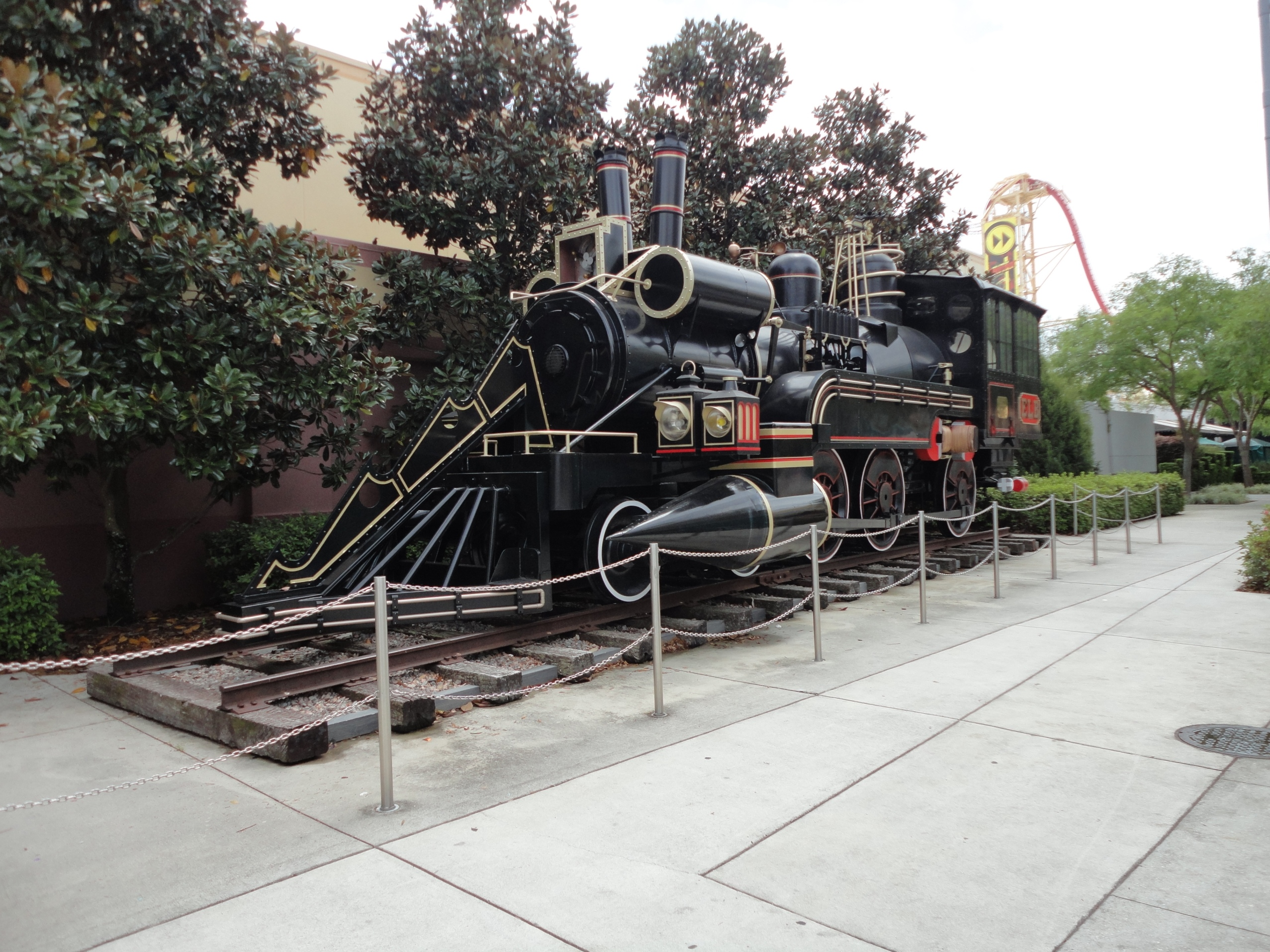
Az időgéppé alakított gőzmozdony

A Vissza a jövőbe III. (eredeti cím: Back to the Future Part III) 1990-ben bemutatott amerikai film, amely a Vissza a jövőbe trilógia harmadik és egyben befejező része. A filmet Robert Zemeckis rendezte, a forgatókönyvet Bob Gale írta, a zenéjét Alan Silvestri szerezte. A főbb szerepekben Michael J. Fox, Christopher Lloyd és Lea Thompson láthatók. Az Amblin Entertainment készítette, a Universal Pictures forgalmazta.
Amerikában 1990. május 25-én, Magyarországon 1990. december 20-án mutatták be a mozikban. Új magyar szinkronnal 2002-ben adták ki DVD-n.
A produkció szép teljesítményt ért el a mozipénztáraknál, és két Szaturnusz-díjat is kapott (legjobb eredeti filmzene: Alan Silvestri; legjobb férfi mellékszereplő: Thomas F. Wilson).

## Cselekmény
Marty McFly és Doki kalandjai a száz évvel azelőtti Vadnyugaton folytatódnak, ahova Marty azért megy vissza, hogy megmentse Dokit, akit – a jelenben megtalált sírkövén levő felirat szerint – egy hét múlva lelőnek. Ahogy megérkezik 1885-be, egy prérin találja magát, egy csapat indiánnal szemben, akiket üldöz a lovasság. A kocsival egy barlangba menekül előlük, ahol észreveszi, hogy egy nyílvessző kilyukasztotta a DeLorean időgép üzemanyagtartályát, emiatt elfolyt az összes benzin. A barlangban lakó medve elől szaladva megsérül, és az ükszülei mentik meg, akiknek a vadnyugati filmszerepeiről híres Clint Eastwood nevén mutatkozik be.
Másnap elmegy a városba, hogy megkeresse Dokit. A kocsmába betérve összetűzésbe keveredik Biff Tannen dédnagyapjával, Buford „Veszettkutya” Tannennel, aki a környék rossz hírű, erőszakos figurája. Bufordnak nem tetszik Marty westernfilmek alapján választott, és éppen ezért nem korhű, nevetséges ruhája, valamint felvett Clint Eastwood neve sem. A fiú tehetetlen Buford kötekedésével szemben, hamarosan kötéllel a nyakában várja, hogy Buford fellógassa a bíróság félkész épületénél. Szerencséjére a városban letelepült, kovácsmesterséget űző Doki időben megérkezik, ellövi a kötelet és megmenti Martyt az akasztástól.
Buford Tannen megfenyegeti Dokit, hogy tartozik neki 75 dollárral a lova elvesztése miatt, és 5 dollárral egy Kentucky whiskey eltörése miatt, mivel nem jól patkolta meg a lovát, ami emiatt megbotlott, lábát törte és le kellett lőni. A Doki válasza, hogy mivel Buford nem fizette ki a patkolást, reklamációnak helye nincs. Buford erre halállal fenyegeti meg a Dokit.
Marty ezután elmondja neki, hogy már csak egy hete van hátra, mert Tannen be fogja váltani az ígéretét és le fogja lőni, ezért sürgősen vissza kell menniük 1985-be. A számításukat azonban akaratlanul keresztülhúzza egy Clara nevű tanítónő, akit megmentenek, mielőtt a kocsijával együtt a szakadékba zuhanna. A Doki első látásra beleszeret. Mivel nincs benzin, a Doki alkohollal próbálkozik, ám a kocsi motorja ettől végleg elromlik. A visszaút reménytelennek tűnik, ám Doki kitalálja, hogy egy mérnöki tudásával felturbózott gőzmozdonnyal esetleg fel tudnák gyorsítani az időgépet 88 mph sebességre, így sikerülhet visszajutni a jövőbe.

## Szereplők
| Színész               | Szereplő                             | Magyar hang          | Magyar hang      |
| Színész               | Szereplő                             | 1990                 | 2002             |
| --------------------- | ------------------------------------ | -------------------- | ---------------- |
| Michael J. Fox        | Marty McFly / Seamus McFly           | Rudolf Péter         | Rudolf Péter     |
| Christopher Lloyd     | Dr. Emmett L. Brown                  | Rajhona Ádám         | Rajhona Ádám     |
| Mary Steenburgen      | Clara Clayton                        | Kovács Nóra          | Kovács Nóra      |
| Lea Thompson          | Lorraine Baines McFly / Maggie McFly | Götz Anna            | Götz Anna        |
| Thomas F. Wilson      | Biff Tannen / Buford Tannen          | Sipos András         | Boros Zoltán     |
| Flea                  | Douglas J. Needles                   | Haás Vander Péter    | Boros Zoltán     |
| James Tolkan          | Mr. Strickland                       | Kovács István        | Varga T. József  |
| Hugh Gillin           | Hubert polgármester                  | Botár Endre          | Botár Endre      |
| Matt Clark            | Chester, a csapos                    | Cs. Németh Lajos     | Cs. Németh Lajos |
| Dub Taylor            | Öreg rókák a szalonban               | Pusztai Péter        | ?                |
| Harry Carey Jr.       | Öreg rókák a szalonban               | Szoó György          | ?                |
| Pat Buttram           | Öreg rókák a szalonban               | Komlós András        | ?                |
| Donovan Scott         | Strickland helyettese                | Jakab Csaba          | ?                |
| Kaleb Henley          | Strickland fia                       | ?                    | ?                |
| Sean Gregory Sullivan | Buford bandájának tagjai             | Bor Zoltán           | ?                |
| Mike Watson           | Buford bandájának tagjai             | Melis Gábor          | ?                |
| Christopher Wynne     | Buford bandájának tagjai             | Szabó Sipos Barnabás | ?                |
| Christopher Wynne     | Needles bandájának tagjai            | ?                    |                  |
| J.J. Cohen            | Needles bandájának tagjai            | ?                    | ?                |
| Ricky Dean Logan      | Needles bandájának tagjai            | ?                    | ?                |
| Joey Newington        | Joey, alkalmazott a szalonban        | ?                    | ?                |
| Burton Gilliam        | Fegyverkereskedő                     | Karsai István        | ?                |
| Richard Dysart        | Szögesdrótárus                       | Perlaki István       | ?                |
| Bill McKinney         | Mérnök                               | ?                    | ?                |
| Marvin J. McIntyre    | Temetkezési vállalkozó               | Vass Gábor           | Bolla Róbert     |

- További magyar hangok (1. szinkronban): Balázsi Gyula, Barbinek Péter, Varga Tamás, Végh Péter
- További magyar hangok (2. szinkronban): Áron László, Imre István, ifj. Morassi László, Pálmai Szabolcs, Szuchy Péter

## Szinkronstáb
| Beosztás           | 1990                              | 2002             |
| ------------------ | --------------------------------- | ---------------- |
| felolvasó          | Kertész Zsuzsa                    | Bordi András     |
| magyar szöveg      | Sarodi Tibor                      | Sarodi Tibor     |
| hangmérnök         | Steiner András                    | Steiner András   |
| keverőhangmérnök   | Dr. Erdélyi Gábor                 |                  |
| rendezőasszisztens | Koffer Éva                        | –                |
| vágó               | Fényi Márta                       | Katona Edit      |
| gyártásvezető      | Miklai Mária                      | Miklai Mária     |
| szinkronrendező    | Kiss Beáta                        | Kiss Lajos       |
| készítő            | Magyar Szinkron- és Videovállalat | Balog Mix Stúdió |

## Érdekesség
A ZZ Top zenekar Doubleback című száma a trilógia harmadik részének aláfestő zenéje. A zenekar meg is jelenik a filmben, egy vadnyugati táncmulatságon zenélnek akusztikus hangszerekkel. A Doubleback videóklipjében a film jellegzetes képsorai láthatóak, amelyekre rámontírozták a zenészek figuráit.

## Kimaradt jelenetek
- Buford Tannen bandája végez Strickland seriffel.
- Marty és a Doki az istállóba viszik éjjel a DeLoreant.